# Automuseum Dr. Carl Benz
Automuseum Dr. Carl Benz – prywatne muzeum samochodów poświęcone niemieckiemu konstruktorowi Carlowi Benzowi (1844–1929) w Ladenburgu, prezentujące kolekcję Winfrieda A. Seidla zabytkowych samochodów marek Benz, Benz Söhne i Mercedes-Benz.

## Opis
Muzeum powstało w 1984 roku w Ladenburgu i jest własnością prywatną – właścicielem jest Winfried A. Seidel. Od początku XXI w. mieści się w zabytkowej hali dawnej fabryki Benza z 1906 roku, która została odrestaurowana na potrzeby ekspozycji w latach 2004–2005.
Muzeum prezentuje wiele historycznych dokumentów i pamiątek związanych z rodziną Benz oraz prywatną kolekcję Seidla – około 120 zabytkowych samochodów marek Benz, Benz Söhne i Mercedes-Benz. Pośród eksponatów znajdują się dwa z trzech zachowanych pojazdów wyprodukowanych przez Benz Söhne w hali fabrycznej mieszczącej muzeum, oryginalna drezyna Karla Draisa (1785–1851) i replika pierwszego automobilu skonstruowanego przez Benza – Benz Patent-Motorwagen Nummer 1. W zbiorach znajdują się również oryginalne narzędzia używane do produkcji samochodów w zakładach Benza.
Zbiory muzeum obejmują również samochody wyścigowe, między innymi wozy Miki Häkkinena i Michaela Schumachera.